# The Illinois
The Illinois (auch Mile High Illinois oder Illinois Sky-City) ist der Name eines von Frank Lloyd Wright entworfenen Gebäudes, das gut eine Meile (1609 Meter) hoch werden sollte. Der Architekt wollte es in Chicago bauen, weswegen es den Namen des Bundesstaats tragen sollte, in dem die Metropole liegt. Eine Realisierung des Entwurfs wurde nie erwogen.
The Illinois wäre das höchste Bauwerk der Welt gewesen und hätte diesen Titel bis heute nicht abgegeben. Nach Wrights Plänen hätte es 528 Stockwerke und eine Nutzfläche von etwa 1.710.000 Quadratmeter gehabt.

## Machbarkeit des Projekts
Das Empire State Building in New York war zu der Zeit das höchste Bauwerk. Das Mile High Illinois wäre viermal so hoch geworden. Wright glaubte damals, dass es möglich sei, ein solches Bauwerk zu errichten. Eine selbsttragende Stahlkonstruktion war für eine Verwirklichung des Projekts denkbar. Durch die Höhe wären jedoch mehrere Probleme aufgetreten:
- Stahl ist sehr flexibel. Wind hätte The Illinois in permanentes Schwanken gebracht. Ein Tilgerpendel wie im Taipei 101 wäre nötig gewesen, um das Gebäude überhaupt nutzbar zu machen. Wright war sich des Problems des Schwankens bewusst, glaubte jedoch an die Standfestigkeit eines Dreifuß (CN Tower).
- Die 76 geplanten Fahrstühle hätten enorm viel Platz verbraucht, besonders da Wright das Gebäude sehr schlank plante. Auch die Kombination aus Expressaufzügen und kleineren Aufzügen für nur einige wenige Stockwerke waren keine Lösung des Problems. Der Architekt beabsichtigte daher, fünfstöckige atomgetriebene Außenaufzüge einzusetzen.
- Not- und Feuertreppen würden ähnlich viel Platz verbrauchen. Deshalb wurde überlegt, Aufzüge zu bauen, die auch bei einem Brand funktionieren.
- Die Wasserversorgung und die Leitung der Abwässer stellten ein ähnliches Platzproblem dar. Es wurde vorgeschlagen, die Abwässer der obersten Stockwerke für die darunter liegenden wiederaufzubereiten. Heutzutage lässt sich derartiges eher verwirklichen als in den 1950er Jahren.